# Feketekőszén

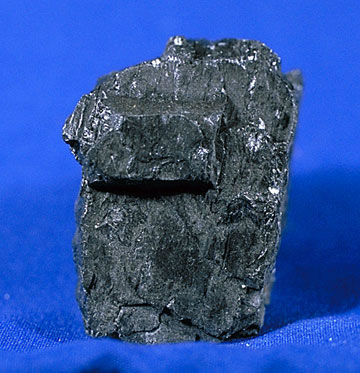
Feketekőszén

A feketekőszén (régen kőkorom) üledékes kőzet, amelynek nagy része biogén eredetű szén. A régi osztályozás szerint az üledékek biogén csoportjába tartozik, ma az intrabazinális üledékek közé sorolják. A kőszenek egy fajtája, szénültségi fokában (széntartalmában) a barnakőszén és az antracit között áll. Jelentős ipari energiaforrás, elsősorban energiatermelés céljából bányásszák. Sok millió évvel ezelőtt a mocsaras területek hatalmas erdőségeit vastag üledéktakarók fedték be. A levegőtől elzárva, a fedőrétegek nyomása alatt a növényi maradványok elszenesedtek. A feketekőszenek nagyobb nyomás alatt, hosszabb ideig képződtek, míg a barnakőszenek általában fiatalabbak, és a rájuk nehezedő nyomás is kisebb volt.
Zsíros csillogású anyag, fekete nyomok láthatóak rajta.
Széntartalma kb. 80–91%. Karcolata fekete.  
Kokszot is állítanak elő a feketekőszénből. Fűtésre, villamosáram-termelésre, kátránykészítésre használják. Füst nélkül ég.

## Bányászata Magyarországon
Magyarország mai területén csak a Mecsekben fordul elő feketekőszén, mely liász korú, és a 18. század (kb. 1769) óta ismert. Bányászata a 19. század közepétől lett jelentős. Külszíni és mélyművelésű bányái is vannak. Főbb bányaközpontok: Komló, Máza, Nagymányok, Pécs, Szászvár.